# Nilgiri (montagne)
Pour les articles homonymes, voir Nilgiri.
Le Nilgiri est une montagne du Népal, parfois appelée Nilgiri Himal, composée de trois pics dans l'ouest de l'Annapurna : le Nilgiri Nord (7 061 m), le Nilgiri Central (6 940 m) et le Nilgiri Sud (6 839 m).

## Histoire
La première ascension du Nilgiri Nord a été effectuée par l'expédition hollandaise de 1962 accompagnée du guide français Lionel Terray.
La première ascension du Nilgiri Sud  a été effectuée le 10 octobre 1978 par les alpinistes japonais Kazuo Mitsui, Taichi Fujimatsu, Yoshiaki Kato, Nobuhito Morota, Seiji Tanaka et  Hideki Yoshida.

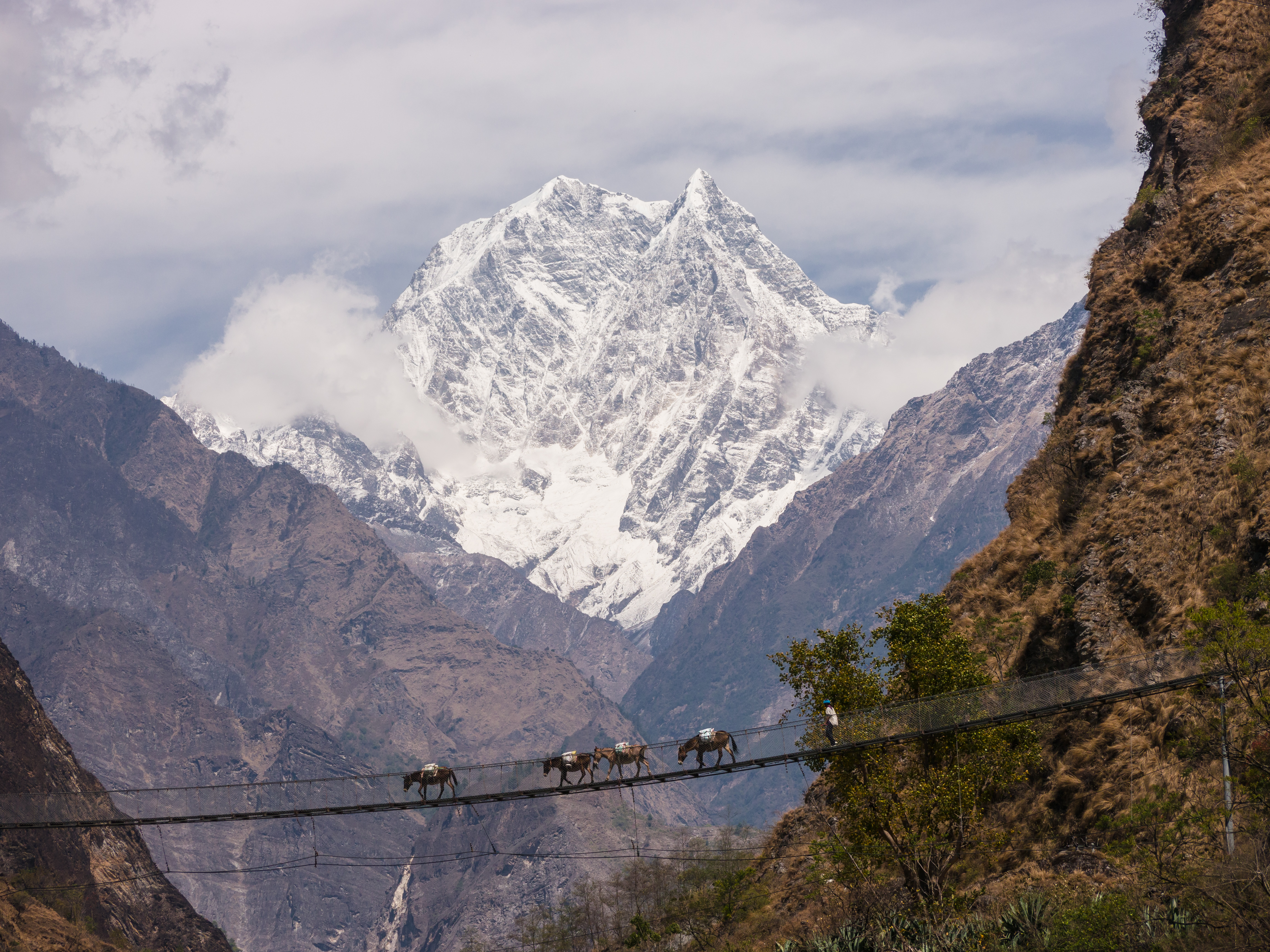
Un pont de singe avec le Nilgiri Sud en arrière-plan, près de la rivière Gandaki en 2016.

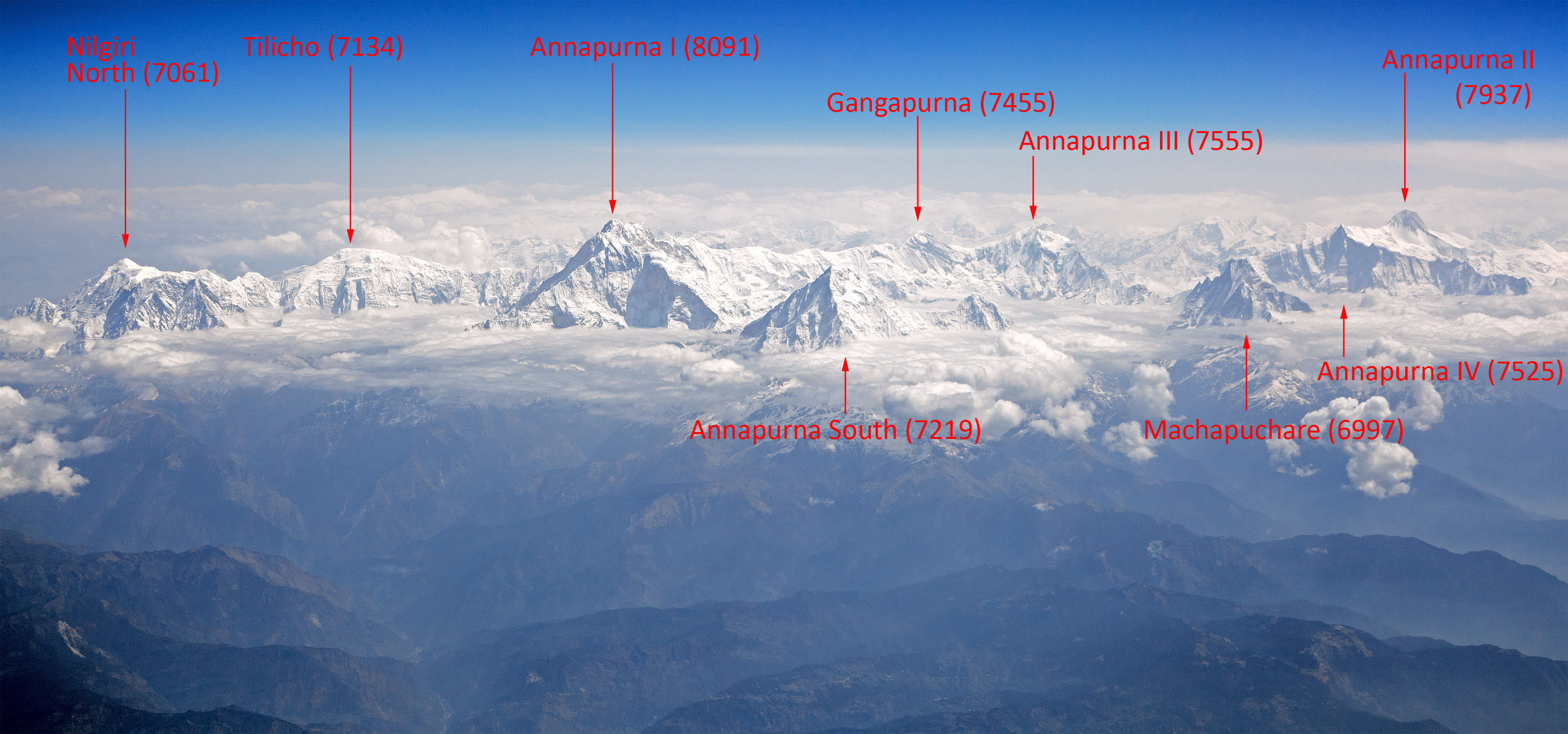
Vue aérienne de l'Annapurna avec le Nilgiri sur la gauche.

La première ascension du Nilgiri Central  a été effectuée le 30 avril 1979 par les alpinistes japonais Kohichi Sakata et Yasuo Tsuda.